# 師生戀
師生戀是指教師與自己正在任教的學生談戀愛。不論有否性行為，或何種性傾向，或是年齡差距多少的問題，師生戀已引起社會討論，和個人反思。由於不同地區都有法定性行為合法同意年齡，因此有部份師生戀個案可能會因學生年齡不足，導致教師必須被提出訴訟，並依法至法院接受審判，承受法律責任。

## 師生戀與年齡層

### 小學及國中
小學學生（12歲或以下人士）一般在法律上未達最低合法性交年齡，當師生戀發生在小學校園內，常因違反教師任用相關法令或是與未成年學生發生性行為而產生性侵害刑責。
同樣地，由於國中生（15歲或以下人士）在中華民國法律一般都未到可合法地進行性行為的年齡，因此當師生戀發生在初中校園內，常因違反教師任用相關法令或是與未成年學生發生性行為而產生性侵害刑責。

### 高中
大多數高中生的年紀，在中華民國法律已達到合法性交年齡（超過16歲），師生之間兩情相悅地進行的性行為，則不起訴教師，但行為上多被指為不道德。學生被性侵，亦是如此，甚至老師方面會以師生戀為由，加以掩蓋。

### 大學及研究所
大學生及研究生因已成年，若教授與學生萌發師生戀，在法律上一般視為合法，雖然可能獲得祝福，但仍有可能涉及權力不對等（學生難以拒絕老師追求）而被阻止。
自民國以來，中國在文化上一直對高校師生戀處於包容狀態，輿論對此或持支持、贊揚之聲。當代中國高校亦不禁止師生戀。而實際上，在現行高等教育體制下，教師對學生擁有絕對權威，普遍推行的導師制更使教師和學生之間形成雇傭關係，學生淪為被「奴役」的對象。現實中的師生戀，實與教師對學生進行潛規則、性騷擾、性侵之類的性醜聞糾纏在一起。

## 刻板印象
刻板印象中，以為單身男性教師較容易和女學生發生師生戀，惟實際上已婚教師或女性教師發生師生戀的事件屢見不鮮。

## 现实生活中的师生恋
现实生活中有很多名人夫妻为师生恋，例如：
- 徐悲鸿与孫多慈
- 鲁迅与许广平
- 沈从文与張兆和
- 陈潭秋与徐全直
- 蔡元培与周峻
- 余秋雨与马兰
- 池田敏雄與黃鳳姿
- 与
- 黃磊与孙莉
- 錢穆與胡美琦

## 流行文化
- 《窗外》：臺灣作家瓊瑤描寫男教師與女學生之間師生戀的言情小說。
- 《師戀高校》：香港作家翁可人描寫女教師與男學生之間師生戀的言情小說。
- 《高校教師》：日本編劇家野島伸司執筆的描寫男教師與女學生之間師生戀的電視劇。由TBS電視台拍攝製作。
- 《魔女的條件》：日本漫畫家綾瀨百合子描寫女教師與男學生之間師生戀的少女漫畫。由TBS電視台拍攝成電視劇。
- 《巧克力波斯菊》：日本漫畫家春田菜菜描寫男教師與女學生之間師生戀的少女漫畫。
- 《神鵰俠侶》：小龍女與楊過即為師生戀。
- 《先生！》：日本漫畫家河原和音寫男教師與女學生之間師生戀的少女漫畫，也翻拍成電影為《先生，可以喜歡你嗎》
- 《返校》：臺灣出品的遊戲、電影與影集，故事的主軸就是男老師跟女學生之間的戀情。
- 《偷偷想你》：由香港流行音樂歌手許秋怡主唱，靳鐵章作曲，龐卓汶填詞，並收錄於她的唱片《秋怡》中。歌詞講述女主角回憶中學時暗戀中國文學科老師（鄭丹瑞聲演）的經歷。
- 《人渣反派自救系統》：中國網路小說作家墨香銅臭創作之BL師生戀作品，洛冰河與沈清秋即為師生戀。
- 《二哈和他的白貓師尊》：中國網路小說作家肉包不吃肉創作之BL師生戀作品，墨燃與楚晚寧即為師生戀。
- 《可是我們真心相愛》：一個長篇故事，描述一位高中男老師與女學生相識、相戀的過程，以及這段禁忌的戀情最終如何毀滅他的人生。

更多以師生戀為題材的作品，參見師生戀題材作品。